# Чемпіон чемпіонів
Суперкубок Мексики з футболу або Чемпіон чемпіонів (ісп. Campeón de Campeones) — клубний футбольний турнір у Мексиці. З 1942 по 1995 рік в ньому брали участь чемпіон країни та володар національного кубка, а після відновлення з 2002 — переможці Апертури і Клаусури.
У зв'язку з відродженням Кубка Мексики в 2014 році був заснований новий турнір, Суперкубок MX, в якому грають переможці двох кубкових турнірів, що проводилися в ході минулого сезону — Кубка Апертури і Кубка Клаусури, і його не слід плутати з турніром «Чемпіон чемпіонів».

## Історія

### Традиційний турнір
Турнір зародився в 1942 році. Трофей був подарований президентом країни Мануелем Авілою Камачо. З 1942 по 1995 роки змагання являло собою матч між чемпіоном Мексики і володарем Кубка Мексики, в якому визначався «Чемпіон чемпіонів» року. Традиційно матч (за винятком 1968 і 1988 років, коли «Чемпіон чемпіонів» розігрувався в двох матчах) проводився після закінчення сезонів Ліги і кубка, зазвичай в столиці країни — місті Мехіко.
Якщо клуб ставав переможцем обох головних турнірів року, йому присвоювалося звання «суперчемпіона» (ісп. Campeonísimo) і трофей «Чемпіона чемпіонів» вручався клубу автоматично. Таке сталося лише п'ять разів за історію змагання («Леон» в 1949 році, «Крус Асуль» в 1969-му, «Гвадалахара» в 1970-му, «Пуебла» в 1990-му та «Некакса» в 1995 роках).

### Нова ера
Після сезону 1996 року формат «Чемпіона чемпіонів» зазнав змін. Спочатку чемпіонат країни перейшов на новий формат, з'явилися два коротких чемпіонати- Апертура і Клаусура (літній і зимовий чемпіонати). Потім у 1997 році Федерація футболу Мексики припинила розіграш Кубка Мексики. У зв'язку зі змінами, «Чемпіон чемпіонів» перестав розігруватися з 1996 по 2001 рік. Після відродження «Чемпіона чемпіонів» в сезоні 2002/03 він став розігруватися між чемпіонами Апертури і Клаусури.
Після сезону 2006/07 до сезону 2011/12 «Чемпіон чемпіонів» не розігрувався.
У 2012 році Ліга відродила Кубок Мексики, з цієї причини з 2014 року став розігруватися новий турнір — Суперкубок MX — між володарями Кубка Апертури і Кубка Клаусури минулого сезону.

## За сезонами
| Сезон                     | Володар суперкубка | Рахунок        | Фіналіст        |
| ------------------------- | ------------------ | -------------- | --------------- |
| 1942                      | «Атланте»          | 5-4            | «Реал Еспанья»  |
| 1943                      | «Депортіво Марте»  | 1-0            | «Монтесума»     |
| 1944                      | «Реал Еспанья»     | 5-3            | «Астуріас»      |
| 1945                      | «Реал Еспанья»     | 3-0            | «Пуебла»        |
| 1946                      | «Атлас»            | 3-2            | «Веракрус»      |
| 1947                      | «Монтесума»        | 3-0            | «Атланте»       |
| 1948                      | «Леон»             | 1-0            | «Веракрус»      |
| 1949                      | «Леон»             | «Леон»         | «Леон»          |
| 1950                      | «Атлас»            | 3-1            | «Веракрус»      |
| 1951                      | «Атлас»            | 1-0            | «Атланте»       |
| 1952                      | «Атланте»          | 1-0            | «Леон»          |
| 1953                      | «Тампіко»          | 3-0            | «Пуебла»        |
| 1954                      | «Депортіво Марте»  | 3-2            | «Америка»       |
| 1955                      | «Америка»          | 3-2            | «Сакатепек»     |
| 1956                      | «Леон»             | 2-1            | «Толука»        |
| 1957                      | «Гвадалахара»      | 2-1            | «Сакатепек»     |
| 1958                      | «Сакатепек»        | 1-0            | «Леон»          |
| 1959                      | «Гвадалахара»      | 2-1            | «Сакатепек»     |
| 1960                      | «Гвадалахара»      | 0-0 (п.12-11)  | «Некакса»       |
| 1961                      | «Гвадалахара»      | 1-0            | «Тампіко»       |
| 1962                      | «Атлас»            | 2-0            | «Гвадалахара»   |
| 1963                      | «Депортіво Оро»    | 3-1            | «Гвадалахара»   |
| 1964                      | «Гвадалахара»      | 2-0            | «Америка»       |
| 1965                      | «Гвадалахара»      | 2-1            | «Америка»       |
| 1966                      | «Некакса»          | 2-0            | «Америка»       |
| 1967                      | «Толука»           | 1-0            | «Леон»          |
| 1968                      | «Толука»           | 3-1, 0-1       | «Атлас»         |
| 1969                      | «Крус Асуль»       | «Крус Асуль»   | «Крус Асуль»    |
| 1970                      | «Гвадалахара»      | «Гвадалахара»  | «Гвадалахара»   |
| 1971                      | «Леон»             | 1-0            | «Америка»       |
| 1972                      | «Леон»             | 3-2            | «Крус Асуль»    |
| В 1973 не проводився      |                    |                |                 |
| 1974                      | «Крус Асуль»       | 2-1            | «Америка»       |
| 1975                      | УНАМ «Пумас»       | 1-0            | «Толука»        |
| 1976                      | «Америка»          | 2-0            | УАНЛ «Тигрес»   |
| В 1977—1987 не проводився |                    |                |                 |
| 1988                      | «Америка»          | 1-2, 2-0       | «Пуебла»        |
| 1989                      | «Америка»          | 2-1            | «Толука»        |
| 1990                      | «Пуебла»           | «Пуебла»       | «Пуебла»        |
| В 1991—1994 не проводився |                    |                |                 |
| 1995                      | «Некакса»          | «Некакса»      | «Некакса»       |
| В 1996—2001 не проводився |                    |                |                 |
| 2002/03                   | «Толука»           | 2-1            | «Монтеррей»     |
| 2003/04                   | УНАМ «Пумас»       | 7-3            | «Пачука»        |
| 2004/05                   | «Америка»          | 2-1            | УНАМ «Пумас»    |
| 2005/06                   | «Толука»           | 2-0            | «Пачука»        |
| В 2007–2014 не проводився |                    |                |                 |
| 2015                      | «Сантос Лагуна»    | 1-0            | «Америка»       |
| 2016                      | УАНЛ «Тигрес»      | 1-0            | «Пачука»        |
| 2017                      | УАНЛ «Тигрес»      | 1-0            | «Гвадалахара»   |
| 2018                      | УАНЛ «Тигрес»      | 4-0            | «Сантос Лагуна» |
| 2019                      | «Америка»          | 0-0 (6–5 пен.) | УАНЛ «Тигрес»   |
| 2020                      | Монтеррей          |                |                 |

## Досягнення клубів
| Місце | Клуб              | Кіл. | Роки                                     |
| ----- | ----------------- | ---- | ---------------------------------------- |
| 1     | «Гвадалахара»     | 7    | 1957, 1959, 1960, 1961, 1964, 1965, 1970 |
| 2     | «Америка»         | 6    | 1955, 1976, 1988, 1989, 2005, 2019       |
| 3     | «Леон»            | 5    | 1948, 1949, 1956, 1971, 1972             |
| 4-5   | «Атлас»           | 4    | 1946, 1950, 1951, 1962                   |
| 4-5   | «Толука»          | 4    | 1967, 1968, 2003, 2006                   |
| 6     | УАНЛ «Тигрес»     | 3    | 2016, 2017, 2018                         |
| 7-12  | «Реал Еспанья»    | 2    | 1944, 1945                               |
| 7-12  | «Атланте»         | 2    | 1942, 1952                               |
| 7-12  | «Депортіво Марте» | 2    | 1943, 1954                               |
| 7-12  | «Крус Асуль»      | 2    | 1969, 1974                               |
| 7-12  | «Некакса»         | 2    | 1966, 1995                               |
| 7-12  | УНАМ «Пумас»      | 2    | 1975, 2004                               |
| 13-18 | «Депортіво Оро»   | 1    | 1963                                     |
| 12-18 | «Монтесума»       | 1    | 1947                                     |
| 12-18 | «Тампіко»         | 1    | 1953                                     |
| 12-18 | «Сакатепек»       | 1    | 1958                                     |
| 12-18 | «Пуебла»          | 1    | 1990                                     |
| 12-18 | «Сантос Лагуна»   | 1    | 2015                                     |